# Heroi d'Ucraïna

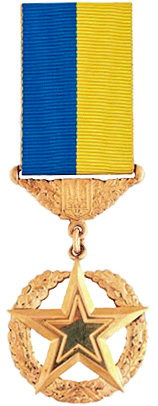
Ordre de l'Estel d'Or

El títol d'Heroi d'Ucraïna (ucraïnès: Герой України Heroi Ukraïni) és la condecoració d'estat més elevada que pot atorgar el govern ucraïnès a un individu. Aquest títol fou creat el 1998 pel president Leonid Kutxma. El guardó es divideix en dues classes de distinció: una pels actes d'heroisme i l'altra pel que fa a la qualitat de l'obra. Alguns premiats han generat moltes controvèrsies, i s'han fet al·legacions que el guardó es devia sobretot a motivacions polítiques cap a unes persones que no es mereixien aital guardó.